# Magiczny duet
Magiczny duet (ang. Twitches) – amerykański film, należący do kategorii Disney Channel Original Movies. Polska premiera odbyła się 2 maja 2008 roku na Disney Channel. Wcześniej film wyemitował HBO.
Alex kończy 21 lat i czuje, że wydarzy się coś niezwykłego. Owym niesamowitym wydarzeniem ma być praca, której dziewczyna nie może znaleźć od bardzo dawna. Nagle jednak udaje się i dzięki sprytowi nastolatka zostaje przyjęta do sklepu odzieżowego. Tam spotyka Camryn, swoją... bliźniaczkę! Dziewczyny domyślają się, że są rozdzielonymi niegdyś siostrami. Obie są bowiem adoptowane. Bogata Camryn z wyższych sfer i biedna Alex z trzema parami skarpetek w szufladzie stanowią niezły duet, gdy dowiadują się... że władają tajemniczymi, magicznymi mocami! Zdumione tym wszystkim napotykają się na Karsha i Illeanę, swych strażników. Wyjaśnią oni, iż siostry są księżniczkami zaczarowanego wymiaru Coventry, którym rządzi sprawiedliwa Miranda. Niegdyś, w noc Halloween, okrutna Ciemność zaatakowała królestwo, dokładnie w tej samej chwili, w której Miranda rodziła. Narodziły się Apolla i Artemida. Gdy Ciemność próbowała dopaść księżniczki, ich ojciec poświęcił życie, by ocalić je przed okrutnymi siłami zła. Illeana i Karsh zabrały bliźniaczki na Ziemię, gdzie nazwano je Alex i Camryn, po czym adoptowano dobrym rodzinom. Strażnicy przez 21 lat udawali zmarłych w walce z Ciemnością i chronili dziewczęta przed choćby ukłuciem szpilką w palec.
Teraz Alex i Camryn muszą powrócić do Coventry, odnaleźć Mirandę i ostatecznie rozprawić się z Mrokiem.
Camryn bojąc się jednak Ciemności chce zrezygnować z bycia księżniczką. Przeciwna jej Alex dostaje się do Coventry i odszukuje swą biologiczną matkę. Miranda przedstawia jej wujka Thantosa, który odpowiada za ataki na Ciemność. Zbliża się noc Halloween. Camryn wyprawia wielkie przyjęcie, podczas którego atakuje Ciemność. Wraz z Karshem i Illeaną ucieka do swojego pokoju. Ciemność pożera jednak Karsha, a następnie Illeanę. Dziewczynie cudem udaje się uciec i dostać do innego wymiaru. Przedtym jednak zdobywa niepodważalny dowód na to, że to Thantos oszukał Mirandę i jest dowódcą Ciemności. Zdemaskowany atakuje Mirandę i ją unicestwia. Następnie staje do walki z siostrami. Alex i Camryn pokonują Thantosa i wypędzają go z Coventry.
Illeana, Karsh, Miranda, rodzice Camryn oraz sam Magiczny Duet świętują szczęśliwe zakończenie na Ziemi.

## Obsada
- Tia Mowry – Alexandra Nicole „Alex” Fielding
- Tamera Mowry – Camryn Elizabeth „Cam” Barnes
- Kristen Wilson – Miranda
- Patrick Fabian – Thantos
- Jennifer Robertson – Ileana
- Pat Kelly – Karsh
- Jessica Greco – Lucinda Carmelson
- Jackie Rosenbaum – Beth Fish
- Arnold Pinnock – David Barnes
- Karen Holness – Emily Barnes
- Jessica Feliz – Nicole
- David Ingram – Aron

## Wersja polska
Wersja polska: SDI Media Polska

Reżyseria: Artur Tyszkiewicz

Dialogi: Jan Kolanko

Wystąpili:
- Joanna Kudelska – Alex Fielding/Artemis DuBaer
- Agnieszka Matynia – Camryn Barnes/Apolla DuBaer
- Klementyna Umer – Illeana WarBurton
- Łukasz Lewandowski – Karsh WarBurton
- Anna Sroka – Emily Barnes
- Grzegorz Kwiecień – David Barnes
- Katarzyna Ankudowicz – Lucinda Carmelson
- Martyna Sommer – Nicole Carmelson
- Monika Pikuła – Beth Fish
- Brygida Turowska – Miranda DuBaer
- Robert Jarociński – Thantos DuBaer
- Hanna Kinder-Kiss
- Anna Wodzyńska
- Bożena Furczyk
- Zbigniew Kozłowski
- Tomasz Steciuk

i inni
Lektor: Artur Kaczmarski

## Kontynuacja
Powstała kontynuacja filmu, Magiczny duet 2, której premiera w Polsce odbyła się 28 listopada 2008 na kanale Disney Channel.